# Guerra da Sucessão Bretã
A Guerra da Sucessão da Bretanha (ou Bretã) foi um conflito bélico, entre a Casa de Blois e a Casa de Montfort, pelo controlo do Soberano Ducado da Bretanha, na altura um feudo dentro do Reino da França. Foi travada entre 1341 e 12 de abril de 1365, com a assinatura do Tratado de Guérande, dentro do contexto da Guerra dos Cem Anos, devido ao envolvimento direto do Reino da Inglaterra e do Reino da França.

O reino da França, apoiou as pretensas de Joana de Penthièvre, casada com Carlos de Blois, enquanto que o reino da Inglaterra apoiou o pretendente João da casa de Montfort. Os reis da Inglaterra e França apoiavam o sucessor a  Duque Soberano da Bretanha, pelo princípio oposto às suas próprias reivindicações ao trono francês, que criou a Guerra dos Cem Anos: o Plantageneta reivindicando-o por sucessão feminina, e os Valois por sucessão masculina. João de Montfort acabou cimentando as suas pretensas após a sua vitória decisiva na Batalha de Auray em 1364. 

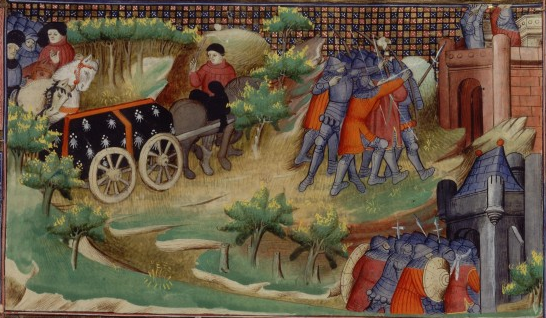
Funeral de João III, duque da Bretanha, retratado nas Crônicas de Jean Froissart

## Antecedentes
Os duques bretões tinham uma conexão histórica e ancestral com a Grã-Bretanha, e também eram condes de Richmond em Yorkshire. O próprio nome da região (em bretão: Breizh), deriva da ligação histórica e genética destas populações com os bretões celtas, nativos das Ilhas Britânicas antes da chegada dos Anglo-Saxões.  
O duque Artur II da Bretanha, também ele Conde de Richmond, casou-se duas vezes, primeiro com Maria de Limoges (1275–1291), depois com Iolanda de Dreux (1263–1322), condessa de Montfort e viúva do rei Alexandre III da Escócia. De seu primeiro casamento, ele teve três filhos, incluindo seu herdeiro João III e Guido (Guy), futuro conde de Penthièvre (m. 1331). De Iolanda, Artur teve outro filho, também chamado João, que se tornou Conde de Montfort. 
O seu sucessor ao ducado da Bretanha, João III, não gostava muito dos filhos do segundo casamento de seu pai. Ele passou os primeiros anos de seu reinado tentando anular este casamento e anular qualquer pretensas de seus meios-irmãos bastardos ao trono do Ducado. Quando isso falhou, João III tentou garantir que seu meio-irmão, João conde de Montfort não herdaria o Soberano Ducado da Bretanha. No entanto, João III não possuía filhos varões, e portanto, escolheu como seu sucessor ao trono da Bretanha Joana de Penthièvre, filha de seu irmão mais novo, Guy, conde de Penthièvre. No ano de 1337, Joana casou-se com Carlos de Blois, o segundo filho de uma das casas nobres mais poderosas do reino da França, e filho legítimo da irmã do rei Filipe IV da França.  Apesar disto, alguns anos mais tarde, em 1340, João III reconciliou-se com seu meio-irmão e fez um testamento nomeando João de Montfort, como o herdeiro da Bretanha. Em 30 de abril de 1341, João III morreu. Suas últimas palavras na sucessão, proferidas em seu leito de morte, foram: "Pelo amor de Deus, deixem-me em paz e não perturbem o meu espírito com essas coisas".

## Primeira fase da guerra
A maior parte da nobreza apoiava Carlos de Blois, então, se João de Montfort tinha alguma chance, era dependente de uma ação rápida antes que uma resistência organizada pudesse ser feita. João rapidamente tomou posse da capital ducal Nantes e então confiscou o tesouro ducal em Limoges. Em meados de agosto, João de Montfort estava na posse da maior parte do Ducado, incluindo as três principais cidades de Nantes, Rennes e Vannes.
Até então, a crise de sucessão foi um assunto puramente interno. Mas para complicar ainda mais as coisas, a Guerra dos Cem Anos entre a Inglaterra e a França havia estourado quatro anos antes, em 1337. Em 1341, houve uma trégua entre os dois países, mas havia pouca dúvida de que as hostilidades seriam renovadas quando a trégua terminou em junho de 1342. Assim, quando rumores chegaram a Filipe VI da França de que João de Montfort havia recebido agentes ingleses, a Coroa francesa naturalmente passou a ter um interesse mais direto na situação de seus pequenos vizinhos. Carlos de Blois tornou-se o candidato oficial francês. Quaisquer que fossem suas intenções originais, João de Montfort foi agora forçado a apoiar Eduardo III da Inglaterra como rei da França.
Eduardo III foi obrigado pela trégua a não realizar nenhuma ação ofensiva na França. Nada nele, entretanto, impedia a França de subjugar vassalos rebeldes. Em novembro, após um curto cerco e derrota na Batalha de Champtoceaux, João de Montfort foi forçado a se render em Nantes pelos cidadãos. Foi-lhe oferecido um salvo-conduto para negociar um acordo com Carlos de Blois, mas quando isso não levou a lugar nenhum, ele foi jogado na prisão.
Coube agora à esposa de João, Joana de Flanders, liderar a causa Montfortista. Considerando suas posses no leste indefensáveis, ela montou quartel-general em Hennebont, no oeste da Bretanha, mas foi empurrada para Brest e sitiada, o cerco sendo quebrado pela chegada de um exército inglês sob o comando do conde de Northampton na batalha naval de Brest no dia 18 de agosto de 1342. Northampton então fez seu caminho para o interior e sitiou Morlaix após um ataque inicial malsucedido. O cerco foi levantado após a batalha de Morlaix no dia 30 de setembro. Em Paris, temia-se que Eduardo III pousasse em Calaisuma vez que a trégua acabou. A maior parte do exército francês foi, portanto, retirada, e Carlos de Blois foi deixado para buscar sua reivindicação por conta própria. Carlos logo provou ser um soldado capaz: Rennes e Vannes foram levados e muitos dos capitães Montfortistas desertaram.
No final de novembro, Eduardo III chegou com seu exército a Brest . Ele quase imediatamente marchou contra Vannes. O cerco se arrastou e um exército francês foi reunido para enfrentá-lo, mas em 19 de janeiro de 1343, antes que qualquer batalha importante pudesse ser travada, os dois reis concordaram em uma nova trégua. Vannes foi levado sob custódia papal. Com João de Montfort na prisão, seu filho ainda bebê e sua esposa enlouquecendo recentemente, os locais sob o controle de Montfort eram administrados, na prática, a partir de Londres, com uma grande guarnição inglesa permanente em Brest.
A trégua duraria até 29 de setembro de 1346 com a esperança de que, nesse ínterim, as disputas entre os dois reinos pudessem ser resolvidas de forma permanente, mas na Bretanha isso fez pouca diferença. A trégua uniu os dois reis e seus seguidores, mas Carlos de Blois alegou estar lutando sua própria guerra separada e, portanto, não estava vinculado a nenhuma trégua. A brutal luta em pequena escala continuou no mesmo ritmo.
Em Paris, João de Montfort foi libertado da prisão em 1o de setembro de 1343 em troca de uma grande fiança e da promessa de permanecer em suas propriedades no leste. As guarnições costeiras inglesas se mantiveram firmes, mas o partido Montfortista continuou a desmoronar. Eles tiveram alguns sucessos, como a expulsão dos custódios papais de Vannes, mas sem uma liderança unificadora, a maioria deles foram reduzidos a implorar por homens e dinheiro de Londres.
Para dificultar a comunicação entre Brest e Vannes, Carlos de Blois sitiou Quimper no início de março de 1344. A cidade foi atacada em 1º de maio e, como de costume naquela época, isso significou o massacre de civis em grande número, estimado entre 1 400 e 2 000. Os prisioneiros ingleses foram mantidos para resgate, mas os prisioneiros bretões e normandos foram despachados para Paris, onde foram executados por traição. Durante o verão e o outono, o partido Montfortist se desfez. Mesmo aqueles que haviam sido os mais ferrenhos aliados de João de Montfort agora consideravam inútil continuar a luta. Portanto, pouco importava que em março de 1345 João finalmente conseguisse escapar para a Inglaterra. Sem adeptos dignos de nota, ele era agora pouco mais do que uma figura de proa para as ambições inglesas na Bretanha.
Eduardo III decidiu repudiar a trégua no verão de 1345, um ano antes de sua data prevista para acabar. Como parte de sua estratégia mais ampla, uma força foi enviada para a Bretanha sob a liderança conjunta do conde de Northampton e João de Montfort. Uma semana após o desembarque em junho, os ingleses tiveram sua primeira vitória quando Sir Tomás Dagworth, um dos tenentes de Northampton, invadiu o centro da Bretanha e derrotou Carlos de Blois em Cadoret, perto de Josselin.
O acompanhamento foi menos impressionante. Outras operações foram adiadas até julho, quando Montfort tentou a recaptura de Quimper. No entanto, a notícia chegou ao governo francês de que a principal campanha de Eduardo foi cancelada e eles foram capazes de enviar reforços da Normandia. Com seu exército fortalecido, Carlos de Blois quebrou o cerco. Encaminhado, Montfort fugiu de volta para Hennebont, onde adoeceu e morreu em 16 de setembro. O herdeiro da causa Montfortist era seu filho de cinco anos, João.
Durante o inverno, Northampton travou uma longa e difícil campanha com o aparente objetivo de conquistar um porto no lado norte da península. Eduardo III provavelmente planejou desembarcar aqui com sua força principal durante o verão de 1346. No entanto, os ingleses conseguiram muito pouco por seus esforços. O norte da Bretanha era a região natal de Joana de Penthièvre e a resistência lá era dura.
No final, Eduardo decidiu que a Normandia seria o local de desembarque de sua campanha de 1346. Northampton foi chamado de volta e Tomás Dagworth foi nomeado vice-tenente. Foi durante uma excursão pelas fortalezas inglesas em 9 de junho que Dagworth e sua escolta foram presos por Carlos de Blois e seu exército perto de Saint-Pol-de-Léon. Eles cavaram no topo de uma colina e lutaram contra todos os ataques até o anoitecer, quando Charles foi forçado a recuar, deixando muitos de seus feridos para trás.

## Maré se vira contra Charles

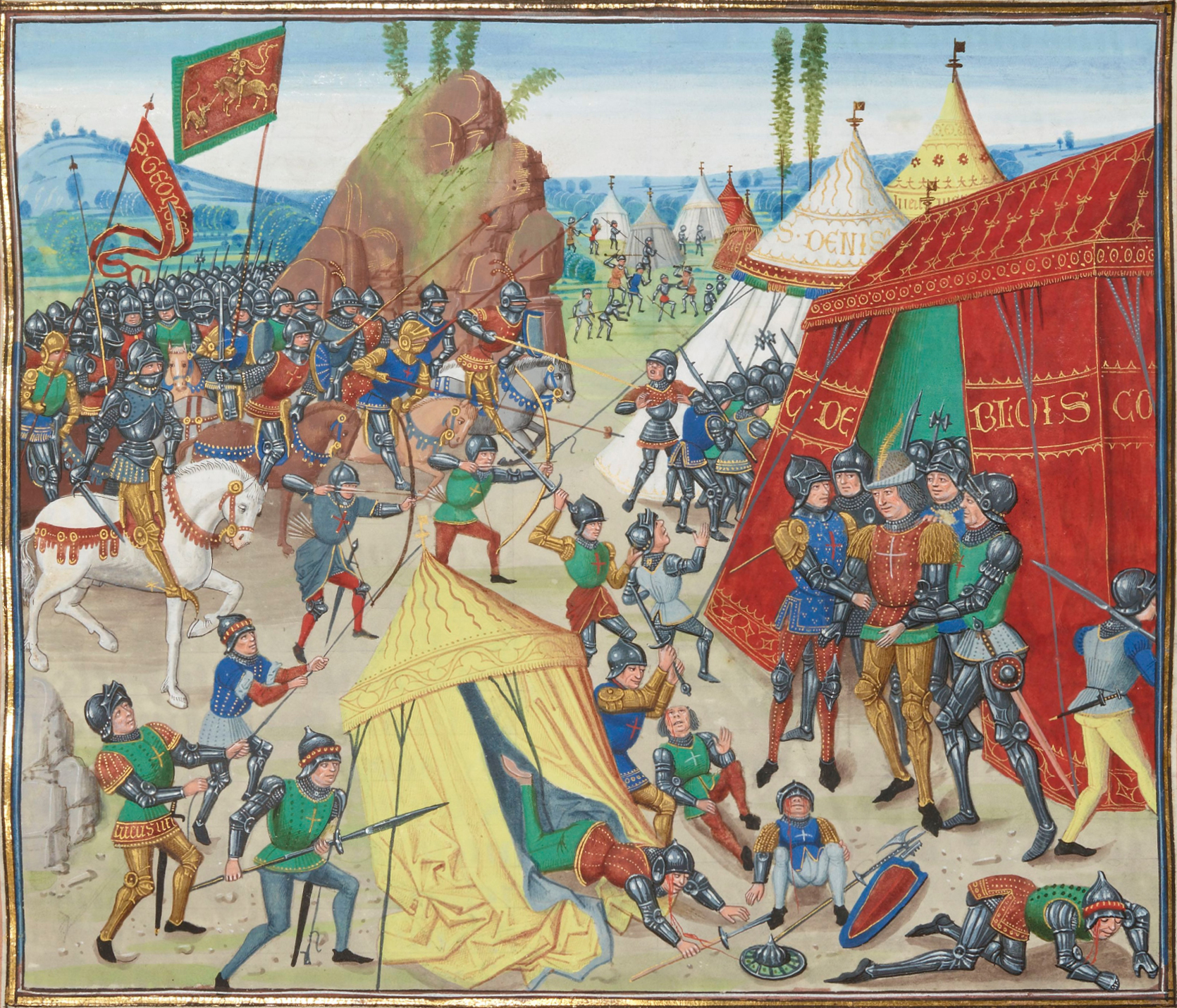
Captura de Carlos de Blois

Neste ponto, os eventos fora da Bretanha começaram a ter um efeito na guerra. Os franceses sofreram uma grande derrota na Batalha de Crécy em 1346 e em Calais em 1347. Sem o apoio francês, Carlos de Blois começou gradualmente a perder terreno para os capitães ingleses. A memória do massacre em Quimper aumentou sua impopularidade, e os comerciantes bretões tinham um interesse econômico em fortalecer os laços com a Inglaterra devido à posição estratégica da Bretanha entre o Atlântico e o Canal da Mancha. Na Batalha de La Roche-Derrien em 1347, Carlos foi feito prisioneiro enquanto tentava recapturar a cidade, que acabava de ser tomada pelos ingleses. Ele foi preso por cinco anos na Torre de Londres. Os ingleses agora controlavam Brest, Quimper e Vannes.

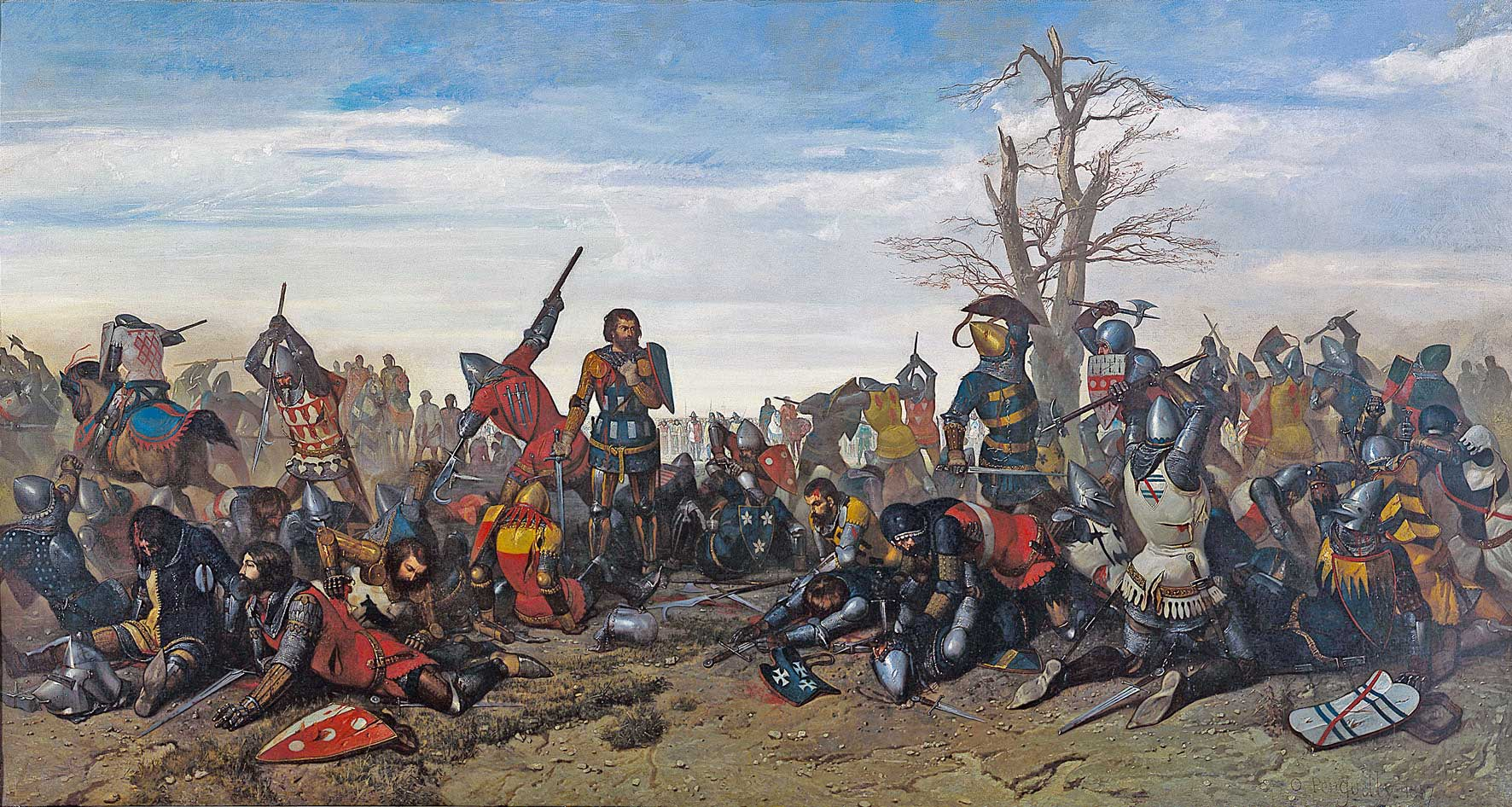
Uma pintura do século 19 que descreve o "combate dos trinta" (Octave Penguilly L'Haridon, 1857)

Sob pressão do Papa Inocêncio VI, ingleses, franceses e bretões negociaram a paz, enquanto ambas as facções mantiveram um equilíbrio de poder difícil dentro do Ducado Soberano. Foi nessa época que aconteceu o Combate dos Trinta, episódio famoso da cavalaria medieval. Os conflitos entre as fortalezas francesa e inglesa de Josselin e Ploërmel foram resolvidos em um duelo entre trinta cavaleiros montfortistas liderados por Robert Bemborough e trinta partidários de Charles de Blois liderados por Jean de Beaumanoir. O combate ocorreu no meio do caminho entre as duas cidades em 26 de março de 1351. Ao anoitecer, os Montfortistas anglo-bretões haviam perdido nove mortos contra seis dos cavaleiros pró-franceses; os Montfortistas sobreviventes foram forçados a se render. Embora famoso na época, e posteriormente muito romantizado, o combate não teve nenhum efeito no resultado da guerra.
Eduardo III assinou o Tratado de Westminster em 1 de março de 1353, aceitando Carlos de Blois como Duque da Bretanha se este se comprometesse a pagar um resgate de 300 000 coroas, e se a Bretanha assinasse um tratado de aliança "perpétua" com a Inglaterra, esta aliança foi a ser selado pelo casamento do pretendente Montfortista João de Montfort (filho do anterior João de Montfort) com a filha de Eduardo, Maria. O casamento exigia a aprovação do rei da França e uma dispensa papal. Charles de la Cerda, o condestável da França negociou o acordo, mas Carlos II de Navarra, que precisava continuar a guerra entre a Inglaterra e a França para manter seu próprio poder, decidiu intervir assassinando o condestável. Ele então mudou seu apoio para a França em troca de território. O tratado foi negado, mas Carlos de Blois foi libertado e retornou à Bretanha como duque.

## Fase final

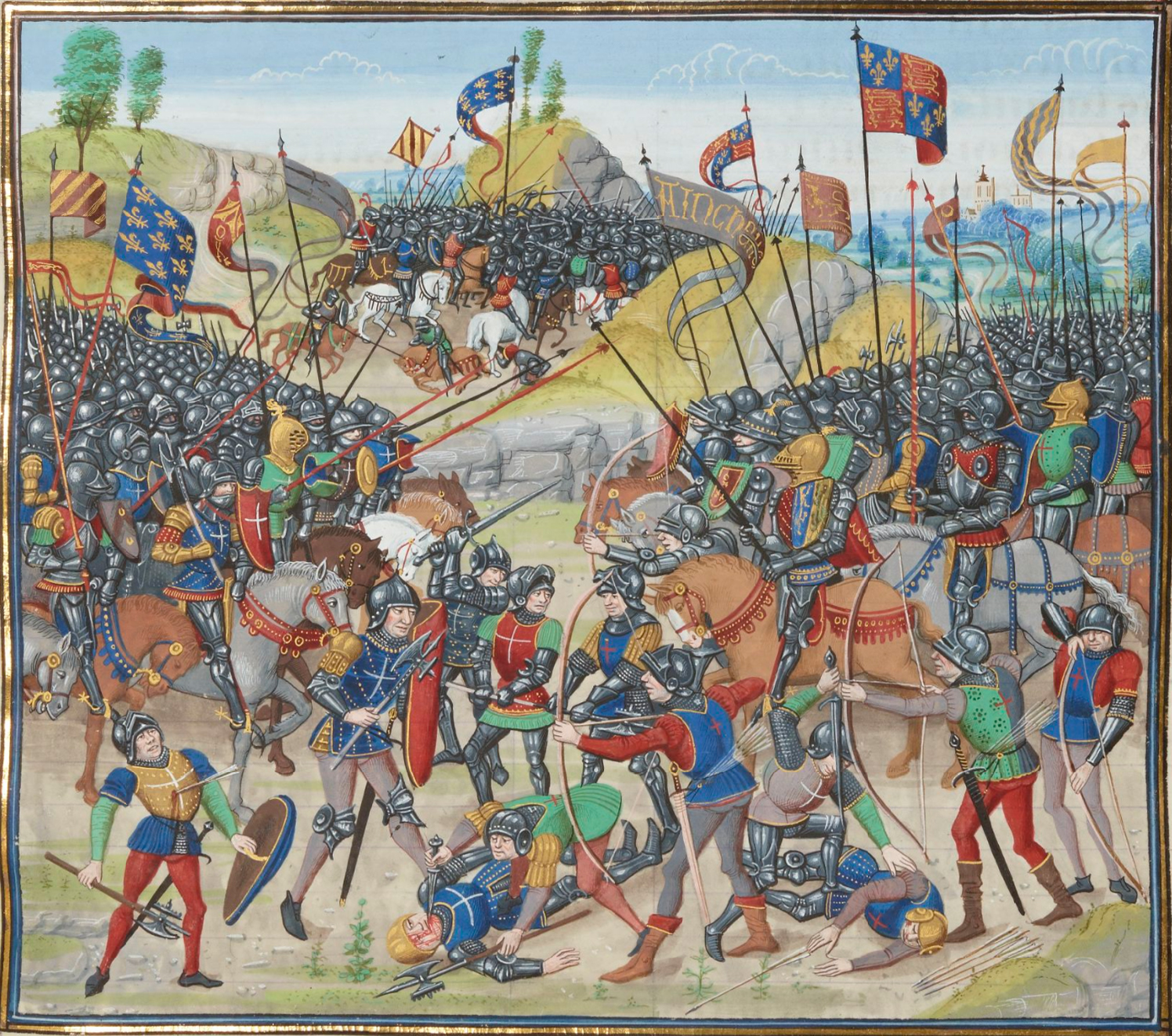
A Batalha de Auray, 1364

A situação permaneceu paralisada por algum tempo, com Carlos de Blois como duque de fato, mas com um território significativo ainda controlado pelos Montfortistas. Eventos externos novamente começaram a ter efeito sobre o conflito. Uma praga atingiu a França e o próprio rei foi capturado pelos ingleses na Batalha de Poitiers em 1356. O estado francês estava virtualmente paralisado. Em 1362, quando o jovem João de Montfort atingiu os 22 anos de idade, o rei Eduardo permitiu-lhe regressar à Bretanha. Seu retorno foi condicionado por uma aliança, a aliança de não se casar sem permissão, dada em penhor de várias fortalezas. Na chegada, João tentou chegar a um acordo com Charles de Blois para fazer as pazes e compartilhar a Bretanha, mas a esposa de Carlos, Joan, pediu-lhe que resistisse e esmagasse João.
A guerra recomeçou em 1363 quando Carlos de Blois, assistido por Bertrand du Guesclin, teve alguns sucessos, mas quando Bertrand deixou para assumir o controle de fortalezas em Navarra e na Normandia, o avanço de Carlos foi interrompido no cerco malsucedido de Bécherel. Outra oportunidade de negociar um acordo surgiu, mas novamente Joan bloqueou as negociações. João de Montfort mudou-se para sitiar Auray com o renomado senhor da guerra inglês João Chandos. Carlos de Blois e Bertrand du Guesclin vieram resgatar a cidade sitiada, mas foram derrotados de forma decisiva na Batalha de Aurayem 29 de setembro de 1364. Esta batalha marcou o fim deste longo conflito: Carlos de Blois foi morto e Joana de Penthièvre, descobrindo-se viúva, viu sua causa desmoronar. Du Guesclin foi capturado e resgatado por Carlos V por 100 000 francos.

## Tratado de paz
A paz foi concluída em 12 de abril de 1365 pelo Primeiro Tratado de Guérande, que estabeleceu João de Montfort como Duque da Bretanha. Ele não rejeitou completamente as reivindicações da família Penthièvre e estabeleceu a seguinte lei de sucessão na Bretanha:
- O Ducado seria transmitido de homem para homem na família de Montfort;
- Na ausência de descendentes machos, mudaria para machos da família Penthièvre;
- Joan manteve a prerrogativa de Penthièvre e a Visconciência de Limoges.

O rei Carlos V da França não se opôs à elevação de João, temendo que ele prestasse homenagem a Eduardo da Inglaterra, seu protetor e ex-sogro (Maria morreu em 1361). Além disso, a França estava claramente esgotada no contexto da Guerra dos Cem Anos. Ele, portanto, reconheceu o duque, recebeu seu juramento e, com essa ação, conquistou a amizade da nobreza bretã.
As disposições do tratado foram posteriormente repudiadas pelos Montfortistas quando um duque posterior, João V, duque da Bretanha, foi sequestrado pelos Penthièvres em 1420, em violação do tratado. Os Montfortistas declararam que o tratado havia sido quebrado e, como tal, não eram mais obrigados a aceitar suas disposições de sucessão. Isso se tornou significativo quando Francisco II, duque da Bretanha, não conseguiu produzir um herdeiro homem, permitindo que o ducado passasse para sua filha Ana da Bretanha em 1488.

## Cronologia
- 30 de abril de 1341 - João III morre sem herdeiros. Joana de Penthièvre e Carlos de Blois tornaram-se duquesa e duque da Bretanha. João de Montfort se recusa a aceitar e pede a ajuda do rei Eduardo III da Inglaterra.
- 1343 - João de Montfort é feito prisioneiro, mas é libertado pouco depois. Carlos tenta se aproveitar e ataca Hennebont, mas a cidade é defendida com sucesso por Joanna de Flandres, esposa de Montfort. Um exército inglês alivia o cerco e força os Blois a uma trégua, rompida logo depois.
- 1344 - Carlos toma Quimper com a ajuda de um exército francês, cortesia do rei Filipe VI da França, e mata 2 000 civis.
- 1345 - João de Montfort não consegue recuperar Quimper e morre. Suas ambições sobre a Bretanha são herdadas por seu filho João. Sua mãe, Joanna de Flandres, torna-se comandante político e militar da facção Montfort.
- Entre 1346 e 1364, várias batalhas menores são ganhas e perdidas por ambas as partes, várias tréguas são assinadas e quebradas. Joanna de Flandres adoece mentalmente e é internada num convento.
  - 27 de março de 1351 - Combate dos Trinta.
- 29 de setembro de 1364 - Batalha de Auray. Bertrand du Guesclin e Carlos de Blois são fortemente derrotados por João IV e pelo senhor da guerra inglês João Chandos. Carlos é morto em combate, acabando com as pretensões de Blois na Bretanha.
- 1365 - João IV é reconhecido como duque da Bretanha e Joana de Penthièvre desiste de qualquer reivindicação ao ducado no Tratado de Guérande. Surpreendentemente, o novo duque se declara vassalo, não ao rei inglês que o ajudou, mas ao rei Carlos V da França.